# Chord Overstreet

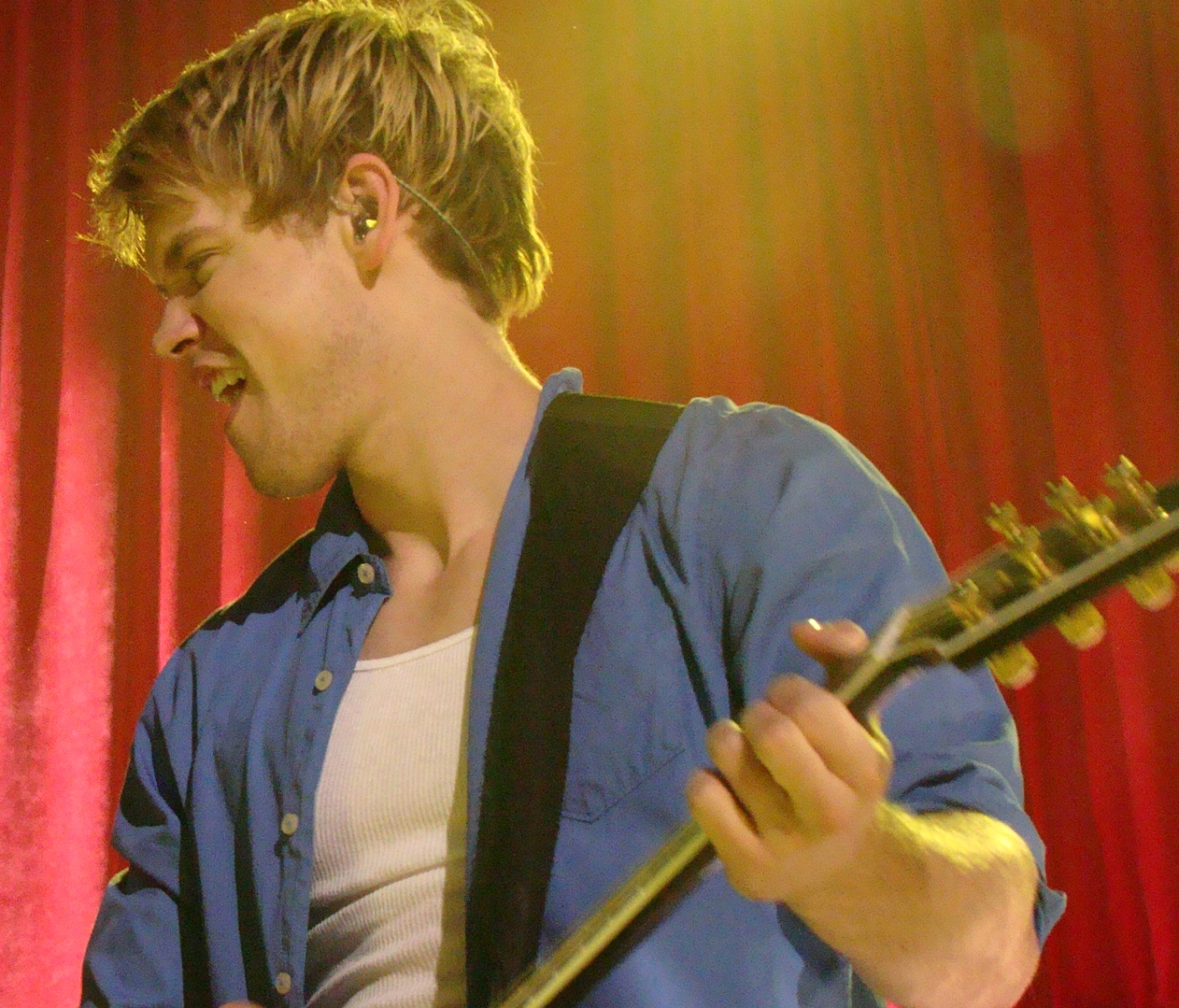
Overstreet som Sam Evans under
Glee Live! In Concert!-touren 2011.

Chord Paul Overstreet, född 17 februari 1989 i Nashville, Tennessee, är en amerikansk skådespelare, sångare och musiker. Overstreet är mest känd för sin roll som Sam Evans i tv-serien Glee. Han spelar basgitarr, gitarr, piano och trummor. Hans bror Nash är gitarrist för Hot Chelle Rae.
I en intervju avslöjade han att hans far, som var låtskrivare, gav honom hans unika namn. "Jag var det tredje barnet i min familj, och det finns tre toner i ett ackord, så det var så de kom på mitt namn", sade han.

## Filmografi
| År    | Serie                | Roll                    | Noteringar                                                                              |
| ----- | -------------------- | ----------------------- | --------------------------------------------------------------------------------------- |
| 2009  | Private              | Josh Hollis             | Webbserie                                                                               |
| 2009  | iCarly               | Eric                    | Episod: "iSpeed Date"                                                                   |
| 2010– | Glee                 | Sam Evans               | Nuvarande roll (21 avsnitt) Teen Choice Awards för Choice TV: Male Scene Stealer (2013) |
| 2010  | No Ordinary Family   | Lucas Fisher            | Episod: "Pilot"                                                                         |
| 2011  | The Middle           | Mr. Wilkerson           | Episod: "Hecking Order"                                                                 |
| 2013  | Regular Show         | Dusty B (röst)          | Episod: "The Thanksgiving Special"                                                      |
| 2015  | Be Cool, Scooby-Doo! | Mitchell, Andrew (röst) | Episod: "Mystery 101"                                                                   |

| År   | Film                       | Roll      | Noteringar |
| ---- | -------------------------- | --------- | ---------- |
| 2010 | The Hole                   | Adam      |            |
| 2011 | A Warrior's Heart          | Dupree    |            |
| 2011 | Glee: The 3D Concert Movie | Sam Evans |            |
| 2015 | 4th Man Out                | Nick      |            |
| 2018 | The Swing Of Things        | Filming   |            |

## Diskografi
EP
- 2017 – Tree House Tapes
- 2021 – Stone Man

Singlar
- 2016 – Homeland
- 2016 – All I Want for Christmas Is a Real Good Tan
- 2017 – Hold On
- 2018 – Wasted Time
- 2018 – Carried Away